# Mats Arvidsson
Pour les articles homonymes, voir Arvidsson.
Mats Arvidsson est un footballeur suédois né le 19 avril 1958. Il évoluait au poste de défenseur.

## Biographie
Mats Arvidsson est joueur de Malmö FF de 1978 à 1987,.
Il est sacré Champion de Suède en 1986 et remporte quatre Coupes nationales.
Lors de la campagne de Coupe des clubs champions en 1978-79, il dispute les deux rencontres de la double-confrontation en huitièmes de finale contre le Dynamo Kiev.
Il est titulaire lors de la Coupe intercontinentale 1979 disputée par le club suédois : Malmö perd les deux matchs aller et retour contre le Club Olimpia.

## Palmarès
Malmö FF
| - Championnat de Suède (1) : - Champion : 1986. - Vice-champion : 1978, 1980 et 1987. - Coupe de Suède (4) : - Vainqueur : 1977-78, 1979-80, 1983-84 et 1985-86. |  | - Coupe des clubs champions : - Finaliste : 1978-79. - Coupe intercontinentale : - Finaliste : 1979. |